# Jasna Pogačar
Jasna Pogačar, slovenska pravnica in sodnica, * 1953.
Decembra 1977 je diplomirala na Pravni fakulteti v Ljubljani in maja 1980 opravila pravosodni izpit. 18 let je delala v vladni Službi za zakonodajo, kjer se je ukvarjala z ustavnim in upravnim pravom ter z nomotehniko. 28. marca 2008 je bila v Državnem zboru Republike Slovenije izvoljena za ustavno sodnico. Njen mandat na Ustavnem sodišču je trajal od 1. novembra 2008 do 20. novembra 2017.